# 浮島町駅

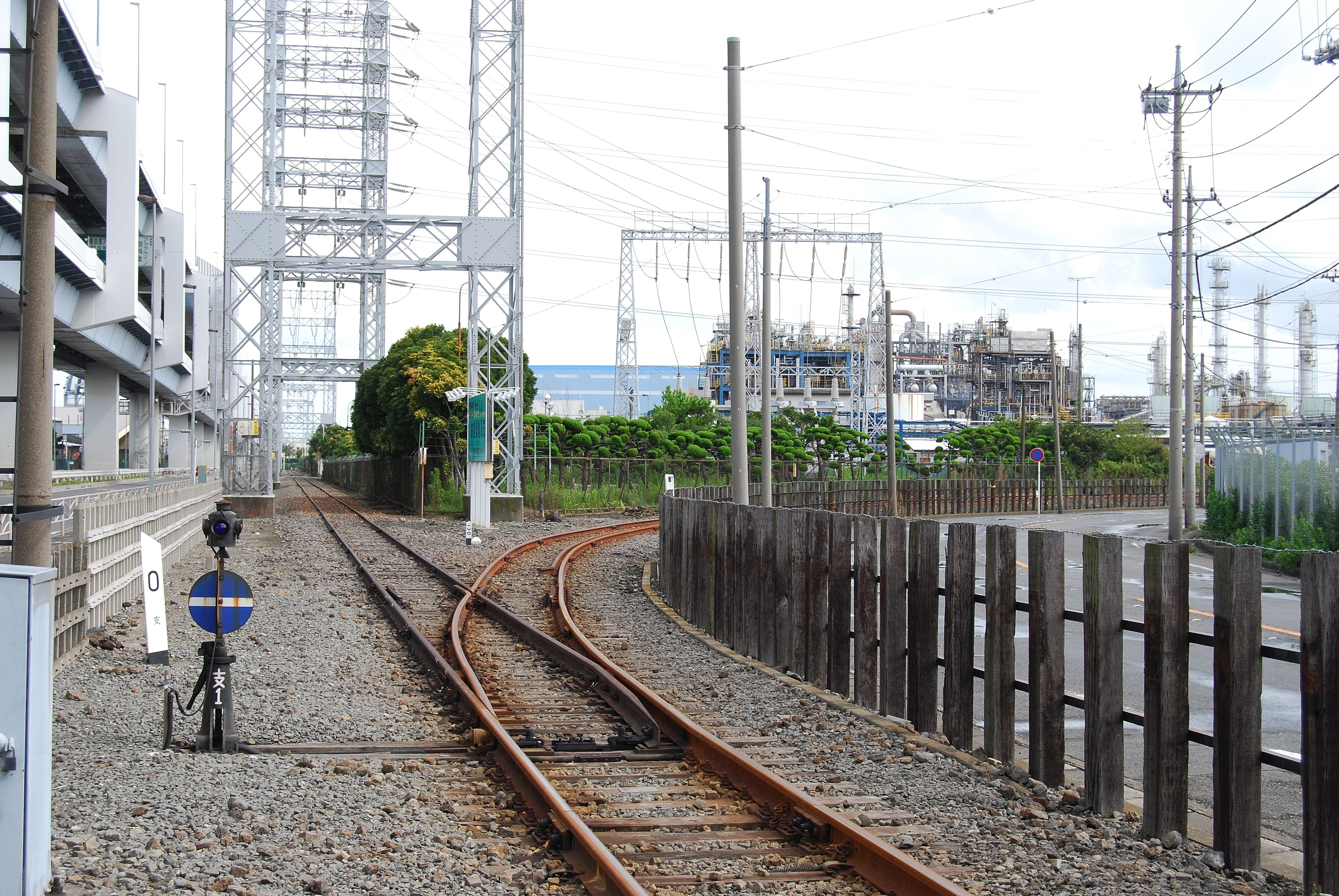
浮島町駅構内、右に曲がる線路はJOTメンテナンスセンターへ至る支線

浮島町駅（うきしまちょうえき）は、神奈川県川崎市川崎区浮島町の南部にある神奈川臨海鉄道浮島線の貨物駅。同線の終点。
神奈川県の鉄道駅では最東端に位置する（旅客営業駅では京浜急行電鉄大師線小島新田駅）。

## 歴史
- 1964年（昭和39年）3月25日：開業。

## 取扱貨物
専用線のみの車扱貨物・コンテナの取り扱い駅。末広町駅と異なりコンテナホームは無く、本線より専用線・支線が分岐するのみであり、本線は「浮島町十番地」バス停留所付近で終端となる。
- ENEOS川崎製油所の専用線があり、石油及び液化イソブチレンを取り扱っている。関東各地へ向けて石油貨物列車が運行されている。
- 本線から分岐し浮島町の中心部に向かう支線があり、その終点付近に日本石油輸送（JOT）のメンテナンスセンターが所在し、各種タンク車の点検や内部洗浄を行っている。
  - かつては支線の延長上に日本触媒浮島工場へ至る専用線があり、化学薬品（エチレングリコールや液体酸化エチレン）を取り扱っていた。エチレングリコールは三島駅、液体酸化エチレンは名古屋臨海鉄道の東港駅へ主に発送していた。この他、支線より分岐する日本石油ガス専用線から長野駅や川俣駅へプロパンガス、日本合成アルコール専用線から西富山駅や新崎駅へエタノールの発送が行われ、大牟田駅からはセントラル化学専用線宛にトリレンジイソシアネートが輸送されていた。

## 駅周辺
- 浮島町公園
- ENEOS川崎製油所
- 新日本理化川崎工場
- ENEOS NUC 川崎工業所
- 日本ポリエース川崎工場
- ヴイテック川崎工場
- セントラル硝子川崎工場
- 日本合成アルコール川崎工場
- 日本触媒浮島工場
- 日本石油輸送川崎サービスセンター
- JFEコンテイナー川崎工場
- 大王製紙川崎事業所
- 東洋製罐川崎工場
- 浮島バスターミナル
- 東京湾アクアライン・首都高速道路 浮島IC・川崎浮島JCT

## 隣の駅
神奈川臨海鉄道
浮島線
末広町駅 - 浮島町駅